# 2453 Wabash
2453 Wabash eller A921 SA är en asteroid i huvudbältet, som upptäcktes 30 september 1921 av den tyske astronomen Karl Wilhelm Reinmuth i Heidelberg. Den har fått sitt namn efter Bob Warshow.
Asteroiden har en diameter på ungefär 19 kilometer och den tillhör asteroidgruppen Eos.